# Estero Puyehue
Estero Puyehue är ett vattendrag i Chile.   Det ligger i regionen Región de la Araucanía, i den södra delen av landet, 700 km söder om huvudstaden Santiago de Chile.
I omgivningarna runt Estero Puyehue växer huvudsakligen savannskog. Runt Estero Puyehue är det glesbefolkat, med 17 invånare per kvadratkilometer.